# Álvaro Uribe
Álvaro Uribe Vélez (Medellín (Colombia), 4 juli 1952) is een Colombiaans politicus en was president van Colombia van 2002 tot 2010.

## Jeugd
Hij werd op 4 juli 1952 geboren in Medellín in het departement Antioquia. Zijn vader was een veehandelaar en grootgrondbezitter. Zijn cijfers op de middelbare school waren voldoende om hem vrij te stellen van de eindexamens (1970) en hij verwierf daardoor tevens een beurs voor de universiteit. Hij behaalde een universitaire graad in de rechten en politieke wetenschap (1977) en een postdoctorale graad bestuurskunde aan de Harvard Universiteit (1993). Daarna studeerde hij aan de Universiteit van Oxford.

## Carrière
Gedurende zijn gehele carrière is Uribe in overheidsdienst geweest. In 1976 werd hij het hoofd van het vastgoedbureau van de afdeling publieke werken van de stad Medellín. Vervolgens werd hij secretaris-generaal van het Ministerie van Werkgelegenheid, hoofd van het departement van burgerluchtvaart, burgemeester en raadslid van Medellín en senator.
In 1995 werd hij gekozen tot gouverneur van het departement Antioquia. Zijn bestuur stond onder andere in het teken van afslanking van het overheidsapparaat, scholing en gezondheidszorg voor armen. Bovendien initieerde hij een project om mensen te trainen in vreedzame onderhandelingen bij conflicten. In 1997 waren ca. 83.000 mensen opgeleid binnen dit project. Onder zijn bestuur ging het aantal ontvoeringen in Antioquia met 60% naar beneden. Het oprichten van burgermilities voor zelfbescherming was echter minder succesvol omdat daaruit paramilitaire groepen ontstonden. Uribe wordt beschuldigd contacten te hebben gehad met de drugsmaffia, in het bijzonder de familie Ochoa, maar hij heeft altijd gezegd dat het contact niet verder ging dan hun gezamenlijke liefhebberij, de paardenfokkerij.

## Presidentschap

### Verkiezing
Oorspronkelijk was hij een lid van de Liberale Partij, maar Uribe deed als onafhankelijk kandidaat mee aan de presidentsverkiezing van 2002. Hij won die met een absolute meerderheid door zijn belofte aan het Colombiaanse volk het geweld in het land hard aan te pakken. Daarmee kwam een eind aan de mislukte politiek van dialoog met de guerrilla van zijn voorganger Andrés Pastrana. Dat zijn tegenstanders zijn belofte serieus namen bleek wel op de dag van de inauguratie toen het presidentiële paleis werd beschoten. Bij bomaanslagen rond het paleis kwamen die dag 21 mensen om het leven. Op Álvaro Uribe werden tijdens de verkiezingscampagne en na zijn verkiezing meerdere malen aanslagen gepleegd. De motivatie voor zijn strijd vindt hij o.a. in het feit dat zijn vader in 1983 bij een mislukte ontvoering door FARC-rebellen werd vermoord.
De FARC antwoordde op zijn verkiezing met een campagne van geweld tegen de burgemeesters van Colombia. De FARC gebood de burgemeesters ontslag te nemen, op straffe van de dood. 150 burgemeesters kozen eieren voor hun geld.

### Eerste termijn
Successen voor Uribe kwamen langzaam. Een eerste succes diende zich in 2003 aan. Nadat eind 2002 de rechtse paramilitaire Autodefensas Unidas de Colombia (AUC) al een staakt-het-vuren had afgekondigd, werd een half jaar later een ontwapeningsovereenkomst afgesloten. De daaropvolgende onderhandelingen verliepen echter moeizaam, omdat de AUC uit veel losse fracties bestond. Toen in februari 2005 een vijfde van de ca. 20.000 AUC-strijders de wapens had ingeleverd stokte het overleg, omdat de Colombiaanse regering een wetsvoorstel indiende om AUC-strijders die zich aan gruweldaden hadden schuldig gemaakt, op te kunnen sluiten. De AUC verlangde echter amnestie. De wet kwam er toch in juni 2005, maar de gevangenisstraf werd daarin beperkt tot 8 jaar.
Eind 2005 werd een vredesoverleg tussen Colombia en de kleinere rebellengroep ELN gestart op Cuba. Het aantal strijders van de ELN was toen al teruggelopen tot minder dan 3.500. De overeenkomst met AUC zorgde ervoor dat Uribe meer aandacht kon besteden aan de strijd tegen de drugsmaffia en tegen de FARC, die van het begin af aan niet tot onderhandelen bereid waren.
Begin 2004 werd een van de leiders van de FARC, Ricardo Palmera Pineda, alias Trinidad gearresteerd. In de Venezolaanse hoofdstad Caracas werd in december 2004 FARC-leider Rodrigo Granada ontvoerd en naar Colombia gesmokkeld, wat tot een diplomatieke rel leidde tussen Venezuela en Colombia. Eind 2004 bleek het aantal ontvoeringen in Colombia al met 40% te zijn gedaald.
Langzamerhand begon de economie weer te draaien. Door Uribes beleid werd Colombia macro-economisch stabieler. Over 2004 werd een economische groei van 4% gerealiseerd en kondigden verschillende grote buitenlandse bedrijven investeringen aan in Colombia. Een onderdeel van het economische hervormingsbeleid was het terugdringen van de overheid in de economie. Daarvoor werd besloten voor 10 miljard dollar aan staatseigendommen te verkopen. Een opvallende stap omdat in omliggende landen op hetzelfde moment een trend van nationalisaties was ontstaan. Aan het eind van zijn eerste termijn waren de defensie-uitgaven verdubbeld en waren er 25% meer soldaten en agenten inzetbaar. Het aantal moorden was in 2006 met 43% teruggedrongen ten opzichte van 2002, het aantal ontvoeringen om losgeld met 82%. De cocaïneproductie nam ondanks de grootschalige gewasverdelgingen echter niet af.

### Tweede termijn

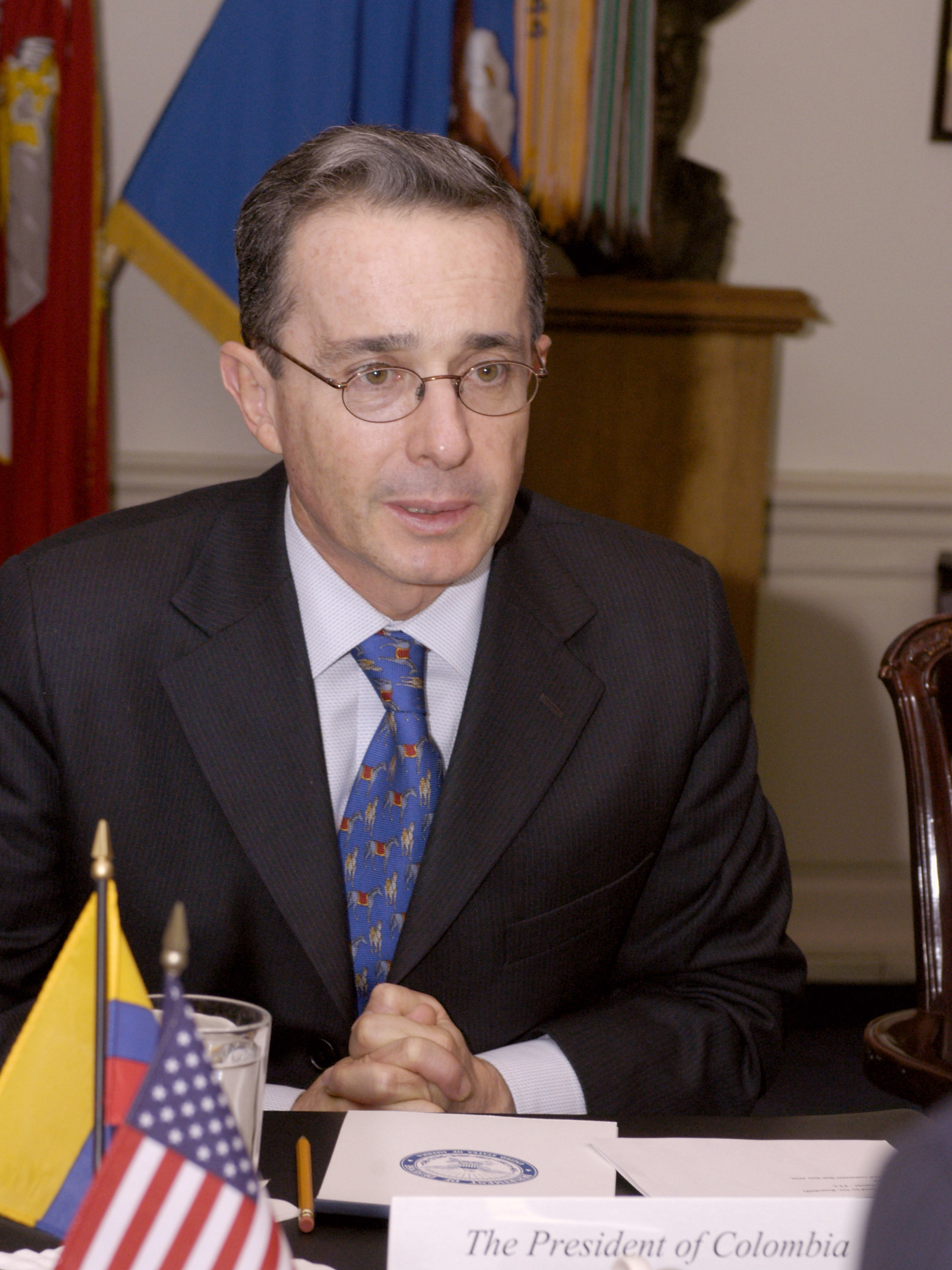
Álvaro Uribes populariteit nam toe door de bevrijding van Íngrid Betancourt.

Het behaalde succes leidde ertoe dat Álvaro Uribe in mei 2006 met een absolute meerderheid werd herkozen. Daarvoor moest wel de grondwet worden gewijzigd, omdat het tot dan toe grondwettelijk niet was toegestaan om twee termijnen te dienen.
Ondanks de vooruitgang bleef Colombia een gewelddadig land, geweld dat niet beperkt bleef tot illegale groeperingen. Het leger bleek volgens de VN de mensenrechten vaker te schenden. Tijdens deze periode was ook de piek in wat later bekend zou worden als het schandaal van de falsos positivos, waarbij onschuldige burgers extragerechtelijk werden vermoord en gepresenteerd als gevallen vijandige strijders om militaire operaties succesvoller te laten lijken. 
Individuen in het leger, politie, het parlement en de regering hadden soms banden met de maffia en de paramilitaire organisaties. In 2008 liepen tegen 54 in 2006 gekozen parlementariërs en senatoren gerechtelijk onderzoeken en 32 parlementsleden en senatoren zaten al in de gevangenis. Ook tegen Uribe werden aantijgingen geuit dat hij banden zou hebben gehad met extreemrechtse paramilitairen, beschuldigingen die hij steevast ontkende.
2008 werd een belangrijk jaar in de strijd tegen het geweld. Nadat een onderhandelingspoging door president Chávez van Venezuela eind 2007 op niets was uitgelopen, werden begin 2008 twee gijzelaars door de FARC aan Chávez overgedragen, waaronder een collega van Íngrid Betancourt, Clara Rojas. Enkele weken later werden nog 4 gijzelaars vrijgelaten. Op 1 maart drong het Colombiaanse leger het buurland Ecuador binnen, doodde de tweede man van de FARC en maakte computers buit met essentiële informatie over de FARC. De inval leidde tot een conflict tussen Colombia en zijn buren Ecuador en Venezuela, maar ook tot bijval in eigen land. De overeenkomst tussen de regering en de rechtse paramilitaire groep AUC kwam echter in zwaar weer, nadat Colombia in mei 14 leiders uitleverde aan de Verenigde Staten, hoewel in het bestand was vastgelegd dat zij onder bepaalde condities daarvan zouden worden gevrijwaard. Zij hadden hun criminele activiteiten vanuit de gevangenis echter voortgezet.
Op 26 maart stierf de topman van de FARC, Manuel Marulanda, alias Tirofijo een natuurlijke dood, en steeds meer strijders deserteerden uit de FARC, onder wie Nelly Ávila Moreno, alias Karina, die door president Uribe als de kwade genius achter de moord op zijn vader wordt gezien. De grootste tegenslag kreeg de FARC te verduren toen het Colombiaanse leger in een undercover operatie hun belangrijkste gijzelaar, Íngrid Betancourt, samen met 14 anderen, zonder slag of stoot wist te bevrijden, maar Uribe moest het Rode Kruis daarna wel zijn verontschuldigingen aanbieden voor het onrechtmatig gebruik van hun logo in deze actie. De populariteit van Uribe in Colombia nam als gevolg van deze actie alleen maar toe.
Eind 2008 ontvouwde zich een schandaal rond militairen die daklozen hadden vermoord en het deden voorkomen alsof dat FARC-leden waren geweest, met de bedoeling sneller promotie te maken. Zeker 1000 mensen werden het slachtoffer van deze praktijk, en het kostte 3 generaals en 27 officieren hun baan. Het schandaal was een tegenslag voor Uribe, die onder zijn bestuur het aantal militairen had verdubbeld en het door het leger gecontroleerde gebied ten koste van de FARC had uitgebreid.
De relatie met Venezuela kwam in 2009 wederom onder druk te staan. Het Colombiaanse leger had bij de FARC wapens aangetroffen die door Zweden aan Venezuela waren gekocht. Dit leidde tot ophef, en Zweden vroeg opheldering aan Venezuela. Eind oktober tekende Colombia met de VS een akkoord om minstens 7 Amerikaanse militaire bases in Colombia te laten inrichten. De bases zouden worden gebruikt in de strijd tegen drugshandel en guerrillagroepen. Hugo Chávez reageerde door meer troepen naar het grensgebied met Colombia te sturen omdat de VS de bases zouden kunnen gebruiken om Venezuela aan te vallen. Bovendien blies Venezuela twee voetgangersbruggen over een grensrivier met Colombia op, met als verklaring dat die werden gebruikt voor drugshandel en andere illegale activiteiten. Colombia besloot daarop eveneens om het leger aan de grens te versterken.
De tweede termijn van president Uribe zou in 2010 aflopen. De Colombiaanse senaat stelde een referendum voor om de nog altijd populaire Uribe voor een derde termijn verkiesbaar te stellen. Het Constitutionele Hof in Colombia sprak zich echter uit tegen een referendum voor een derde termijn. De partij van Uribe stelde Juan Manuel Santos, voormalig Minister van Defensie, voor als presidentskandidaat.
Nadat de Partido de la U van Uribe in maart 2010 al de grootste partij in beide kamers van de volksvertegenwoordiging was geworden, koos Colombia in juni met een ruim verschil met de tegenkandidaat Antanas Mockus voor Juan Manuel Santos als president, en dus voor de continuering van de politiek van Uribe.

## Erfenis
Dankzij Álvaro Uribe Velez was Colombia sinds lang voor het eerst veiliger geworden. Bewoonde gebieden en doorgaande wegen werden gecontroleerd door het leger, 31.000 paramilitairen werden gedemobiliseerd en 20.000 guerrillastrijders verlieten de FARC. Het aantal criminele moorden halveerde, en er vond een recordgroei van de economie plaats. Daar stond tegenover dat het aantal binnenlandse vluchtelingen met 2,4 miljoen mensen toenam, de kloof tussen arm en rijk verder groeide en er nog steeds mensenrechtenschendingen plaatsvonden.
- Bibliothèque nationale de France: cb16623215r (data)
- Gemeinsame Normdatei: 141048603
- Library of Congress Control Number: no2002081266
- Nationale Bibliotheek van Tsjechië: js20080104001
- Nationale Bibliotheek van Polen: a0000003036402
- Nederlandse Thesaurus van Auteursnamen: 300356358
- Système universitaire de documentation: 107088304
- Virtual International Authority File: 283092426
- WorldCat: E39PBJccg3RTQjwTHgDM37F9Xd